# Vinsajärvi (Övertorneå socken, Norrbotten)
Vinsajärvi är en sjö i Övertorneå kommun i Norrbotten och ingår i Torneälvens huvudavrinningsområde. Vinsajärvi ligger i Torne och Kalix älvsystem Natura 2000-område.